# MRGPRX3
MRGPRX3 (англ. MAS related GPR family member X3) – білок, який кодується однойменним геном, розташованим у людей на короткому плечі 11-ї хромосоми. Довжина поліпептидного ланцюга білка становить 322 амінокислот, а молекулярна маса — 36 483.
| 10         |  | 20         |  | 30         |  | 40         |  | 50         |
| ---------- |  | ---------- |  | ---------- |  | ---------- |  | ---------- |
| MDSTIPVLGT |  | ELTPINGREE |  | TPCYKQTLSF |  | TGLTCIVSLV |  | ALTGNAVVLW |
| LLGCRMRRNA |  | VSIYILNLVA |  | ADFLFLSGHI |  | ICSPLRLINI |  | RHPISKILSP |
| VMTFPYFIGL |  | SMLSAISTER |  | CLSILWPIWY |  | HCRRPRYLSS |  | VMCVLLWALS |
| LLRSILEWMF |  | CDFLFSGANS |  | VWCETSDFIT |  | IAWLVFLCVV |  | LCGSSLVLLV |
| RILCGSRKMP |  | LTRLYVTILL |  | TVLVFLLCGL |  | PFGIQWALFS |  | RIHLDWKVLF |
| CHVHLVSIFL |  | SALNSSANPI |  | IYFFVGSFRQ |  | RQNRQNLKLV |  | LQRALQDTPE |
| VDEGGGWLPQ |  | ETLELSGSRL |  | EQ         |  |            |  |            |

A: Аланін

C: Цистеїн

D: Аспарагінова кислота

E: Глутамінова кислота

F: Фенілаланін

G: Гліцин

H: Гістидин

I: Ізолейцин

K: Лізин

L: Лейцин

M: Метіонін

N: Аспарагін

P: Пролін

Q: Глутамін

R: Аргінін

S: Серин

T: Треонін

V: Валін

W: Триптофан

Кодований геном білок за функціями належить до рецепторів, g-білокспряжених рецепторів, білків внутрішньоклітинного сигналінгу. 
Локалізований у клітинній мембрані, мембрані.